# Lijst van vachtgroepen van honden
In de onderstaande lijst zijn alle hondenrassen opgenomen en geklasseerd volgens vachtgroep. Sommige hondenrassen komen meerder malen in de lijst voor omdat hun vacht soms kan variëren tussen twee vachtgroepen (Beauceron), of omdat het ras meerdere vachttypes heeft (Teckel).

## Vachtgroep 1: Kort-of gladhaar

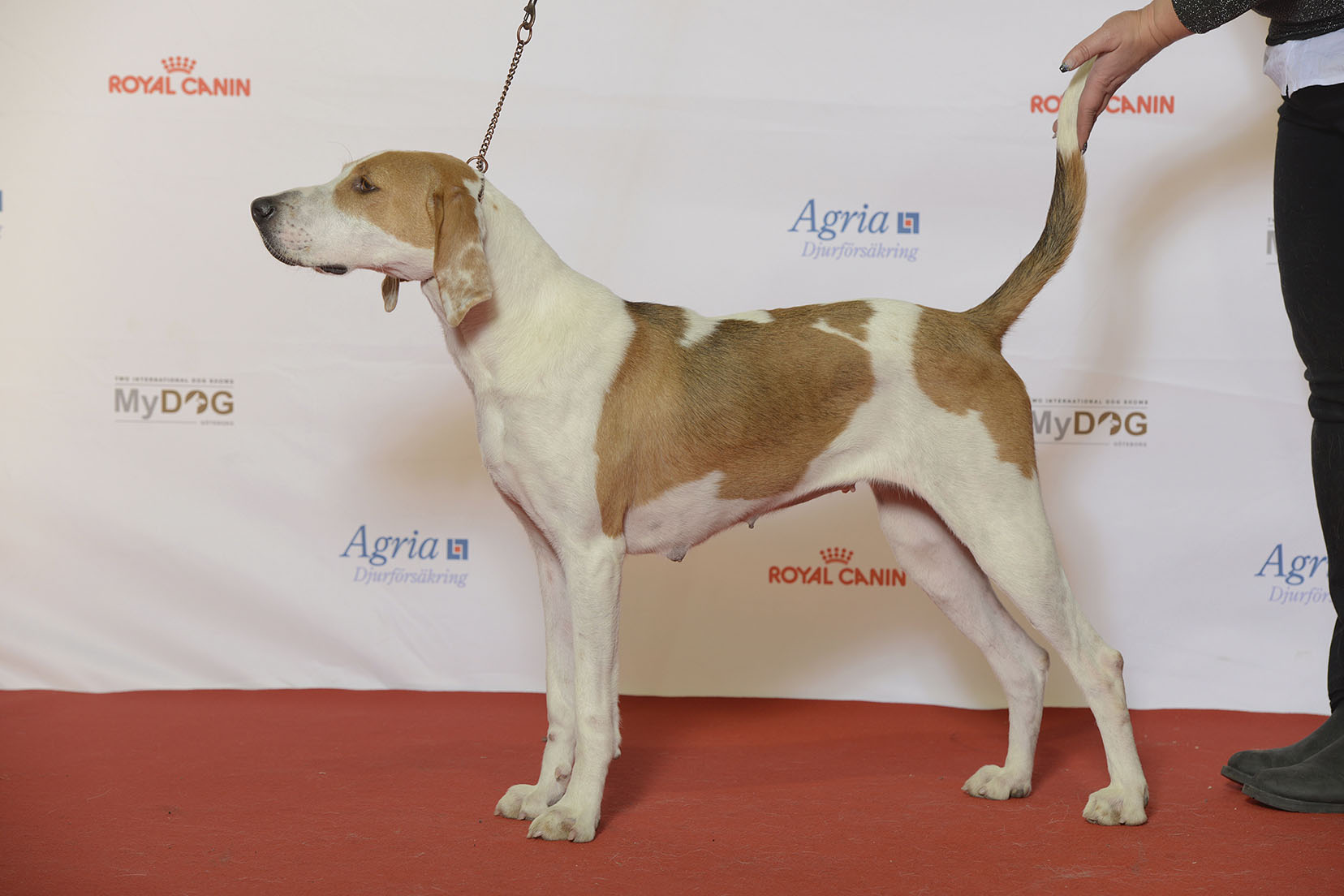
American Foxhound.

### Beschrijving
De honden die tot deze groep behoren hebben een korte glad aanliggende vacht met een haarlengte die varieert tussen een halve centimeter en twee centimeter. In het algemeen is dit type vacht zeer proper en heeft ze weinig tot geen geur. Ze is echter niet geschikt voor lange blootstelling aan het weer zonder bescherming van mantel of een jas, vooral in koudere klimaten. Insectenbeten kunnen een probleem vormen in warmere klimaten net zoals, in sommige gevallen, verbranding door de zon. De huid is zacht en gevoelig voor harde en agressieve producten zoals bepaalde shampoos en borstels, vooral als deze niet op de juiste manier gebruikt worden. Wanneer deze honden hun vacht verliezen, hebben hun fijne haartjes de neiging om zich stoffen in te weven en, in het slechtste geval, ook in de huid.

#### Verhaarsysteem
In principe verharen honden met dit type vacht slechts tweemaal per jaar door middel van blokverharing, maar in werkelijkheid verharen deze honden veel vaker. Dit komt deels doordat hun vacht maar een heel korte groeifase doorgaat. Indien de ruiperiodes elkaar snel opvolgen zal de vacht gaan neigen naar mozaïekverharing.

### Hondenrassen
- Africanis
- Alpha blue blood buldog
- American foxhound
- Ariégeois
- Argentijnse dog
- Basenji
- Basset Artésien Normand
- Basset Bleu de Gascogne
- Basset hound
- Beagle
- Beagle-harrier
- Beierse Bergspeurhond
- Black and tan coonhound
- Blue lacy
- Borderterriër
- Bostonterriër
- Boxer
- Bracco italiano
- Braque d'Auvergne
- Braque de Toulouse et de l'Ariège
- Braque du Bourbonnais
- Braque Saint-Germain
- Broholmer
- Bullmastiff
- Bulterriër
- Ca de Bestiar
- Catahoula leopard dog
- Chien d'Artois
- Chihuahua
- Chinese chongqing dog
- Chippiparai
- Cirneco dell'Etna
- Combai
- Dalmatiër
- Dansk-Svensk Gårdshund
- Dobermann
- Duitse Brak
- Duitse dog
- Duitse Pinscher
- Duitse staande hond (korthaar)
- Dunker
- Engelse buldog
- Engelse toyterriër
- Faraohond
- Fila Brasileiro
- Finse Stövare
- Foxhound
- Foxterriër
- Français blanc et noir
- Français blanc et orange
- Français tricolore
- Franse buldog
- Gotlandsstövare
- Grand anglo-français blanc et noir
- Grand Anglo-Français Blanc et Orange
- Grand Anglo-Français Tricolore
- Grand Bleu de Gascogne
- Grand en Petit Gascon-Saintongeois
- Greyhound
- Grote Zwitserse sennenhond
- Haldenstøvare
- Hamiltonstövare
- Hannoveraanse Schweiszhund
- Harrier
- Hygenhund
- Jackrussellterriër
- Labrador-retriever
- Manchesterterriër
- Mastiff
- Mastino napoletano
- Mopshond
- Ogar polski
- Parson Russell-terriër
- Perro de Presa Canario
- Petit Bleu de Gascogne
- Teckel
- Whippet

## Vachtgroep 2: De korte stokhaar, met weinig of veel ondervacht

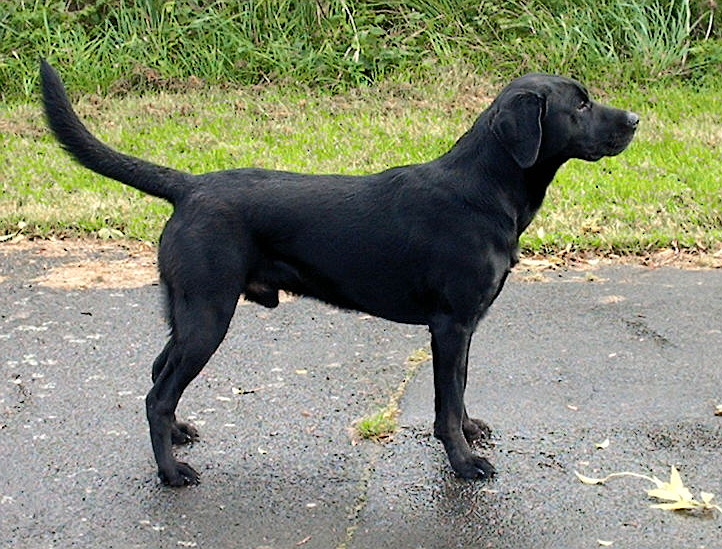
Labrador Retriever.

### Beschrijving
Deze groep honden heeft een vacht die een tussenvorm is tussen de korthaar en de stokhaar met haren van ±6 cm lang met ondervacht. De vacht ligt dicht tegen het lichaam aan en is relatief ruw. Deze honden kunnen beter tegen verschillende weersomstandigheden dan de honden uit vachtgroep #1, maar hebben meer last van slechte geuren omdat hun vacht meer natuurlijke oliën produceert. Als de hond lang niet gewassen is geweest kan men een vettige laag voelen op de vacht. De fijne haartjes van de bovenvacht hebben de neiging om zich in stoffen in te weven, en soms ook in de huid.

#### Verhaarsysteem
Deze honden met dit type vacht verharen slechts tweemaal per jaar door middel van blokverharing. Bij honden die in koudere klimaten leven kan de ruiperiode heel erg overvloedig zijn.

### Hondenrassen
- Alpenländische Dachsbracke
- Appenzeller sennenhond
- Beauceron
- Billy
- Ca de bestiar
- Canaänhond
- Chart polski
- Chowchow
- Entlebucher sennenhond
- Grand bleu de Gascogne
- Grote Zwitserse sennenhond
- Haldenstøvare
- Hamiltonstövare
- Hollandse Herder
- Kai
- Kishu
- Labrador-retriever
- Lancashire Heeler
- Mechelse herder
- Ogar polski
- Rhodesian Ridgeback
- Rafeiro do Alentejo
- Schipperke
- Schotse herdershond
- Shikoku
- Sint-bernard
- Västgötaspets
- Westfaalse dasbrak

## Vachtgroep 3: Stokhaar met ondervacht (dekhaar + 6cm)

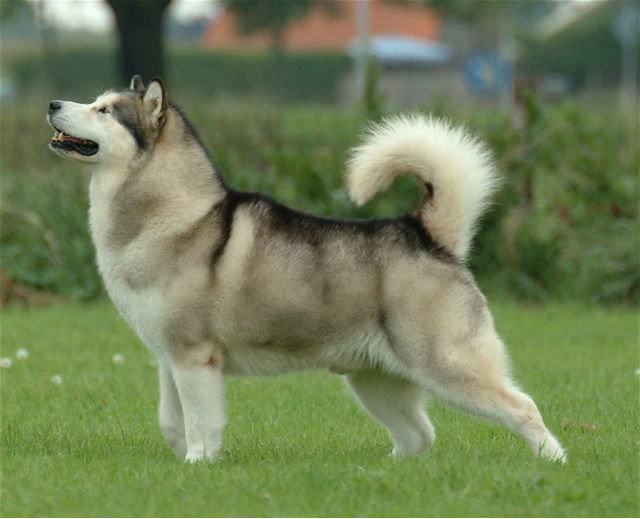
Alaskan-malamute.

### Beschrijving
De vacht van deze hondenrassen wordt vaak vergeleken met de vacht van de wolf en wordt daarom gezien als de "basisvacht" of "oervacht". Deze vacht is een combinatie van korte, rechte haren en haren van een gemiddelde lengte. De bovenvacht is ruw en stug, terwijl de ondervacht eerder zacht en donsachtig is. Deze ondervacht moet dik en dicht zijn om de honden te beschermen tegen slechte weersomstandigheden. De meeste rassen in deze groep zijn immers spitzen, poolhonden, oertypen en dergelijke honden die van oorsprong in koude en/of bergachtige klimaten leven. Toch kunnen deze rassen ook warm weer tolereren, hun vacht kan zowel warmte vast houden alsook zorgen voor afkoeling en bescherming tegen de zon. Daarom wordt het afgeraden deze honden te scheren als zij in een warm klimaat leven.

#### Verhaarsysteem
Deze honden met dit type vacht verharen slechts tweemaal per jaar door middel van blokverharing.

### Hondenrassen
- Aidi
- Akita-inu
- Alaska Malamute
- Anatolische herder
- Australische herder
- Australische veedrijvershond
- Beauceron
- Centraal-Aziatische owcharka
- Chow-chow
- Duitse Herdershond
- Finse Spits
- Groenlandse hond
- Hokkaido-inu
- Hollandse herder
- Jämthund
- Kai
- Karelische berenhond
- Kelpie
- Lancashire Heeler
- Lapinporokoira
- Noorse buhund
- Noorse elandhond
- Noorse lundehond
- Norbottenspets
- Oost-Siberische laika
- Rafeiro do Alentejo
- Russisch-Europese laika
- Saarlooswolfhond
- Samojeed
- Tsjecho-Slowaakse wolfhond

## Vachtgroep 4: De langharige stokhaar

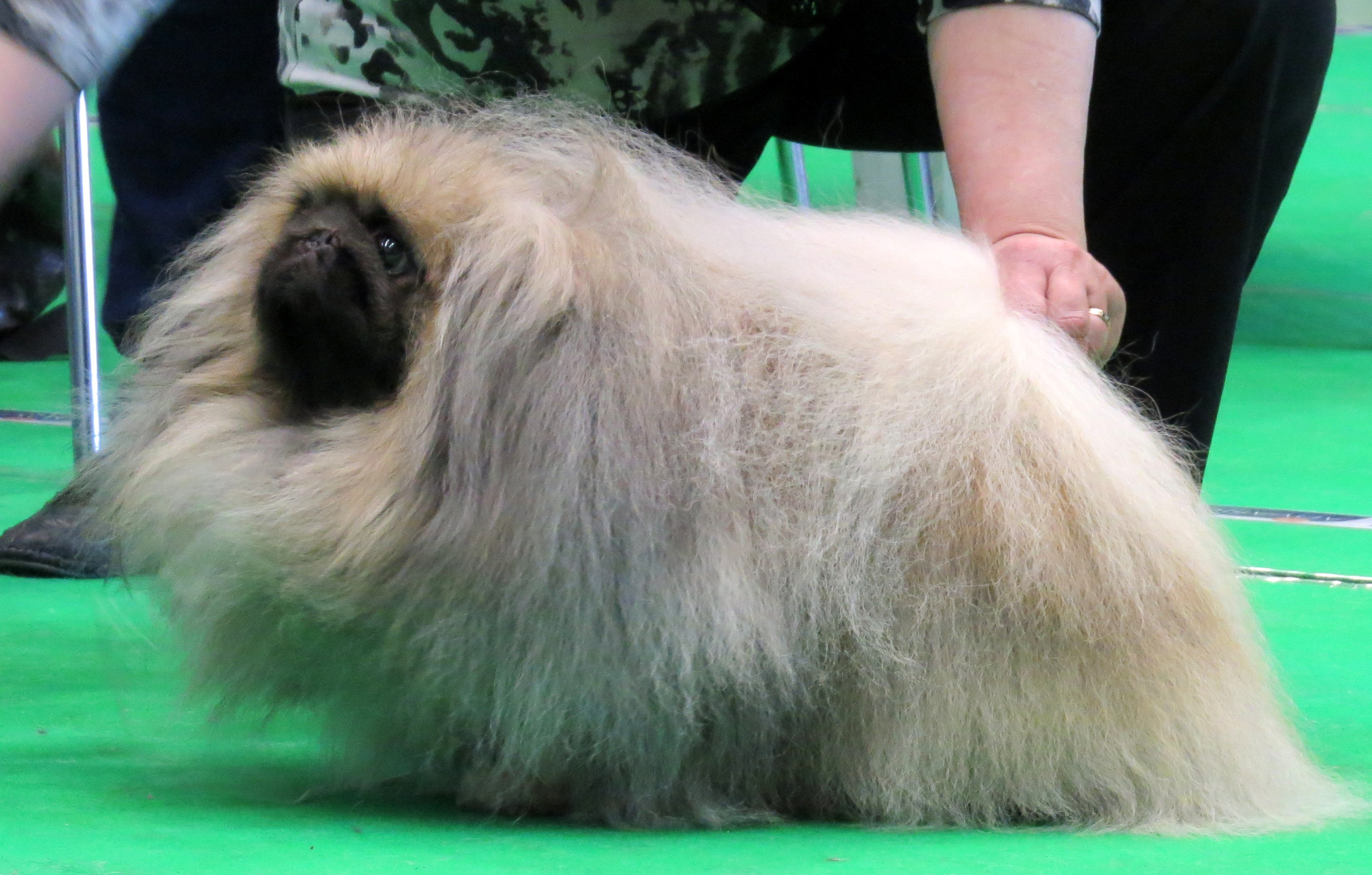
Pekingees.

### Beschrijving
Van deze honden wordt vaak gezegd dat ze langharig zijn. In feite heeft hun vacht verschillende haarlengten tegelijk die kan variëren van 2 mm tot 30 cm. Deze rassen zijn dus niet echt langharig. Hun vacht is een combinatie van een lange, dikke, zijdezachte vacht en een beperkte hoeveelheid korte, gladde vacht. De langere delen van de vacht hebben de neiging om snel in de klit te geraken en de huid kan geïrriteerd of geïnfecteerd geraken door het gebrek aan luchtcirculatie. Het haar tussen de tenen is lang en kan, net zoals de lange vacht op het lichaam, snel in de knoop geraken. Bovendien blijft er door deze lange haren gemakkelijk vuil en zand tussen de tenen zitten, dit kan heel pijnlijk en oncomfortabel zijn voor de hond.

#### Verhaarsysteem
De langere haren en de bovenvacht (kraag, broek, staart) hebben mozaïkverharing. De ondervacht verhaart in principe tweemaal per jaar door blokverharing maar dit hangt sterk af van het klimaat waarin de hond leeft.

### Hondenrassen
- Aidi
- Australian Shepherd
- Border Collie
- Chowchow
- Eurasiër
- Groenendaeler
- IJslandse Hond
- Japanse Spits
- Karelische Berenhond
- Keeshond
- Lapinkoira
- Lapphund
- Pekingees
- Samojeed
- Sarplaninac
- Shetland Sheepdog
- Schotse Collie
- Sint-bernard
- Tervuerense herder
- Volpino italiano

## Vachtgroep 5: Krulhaar met meekomende ondervacht

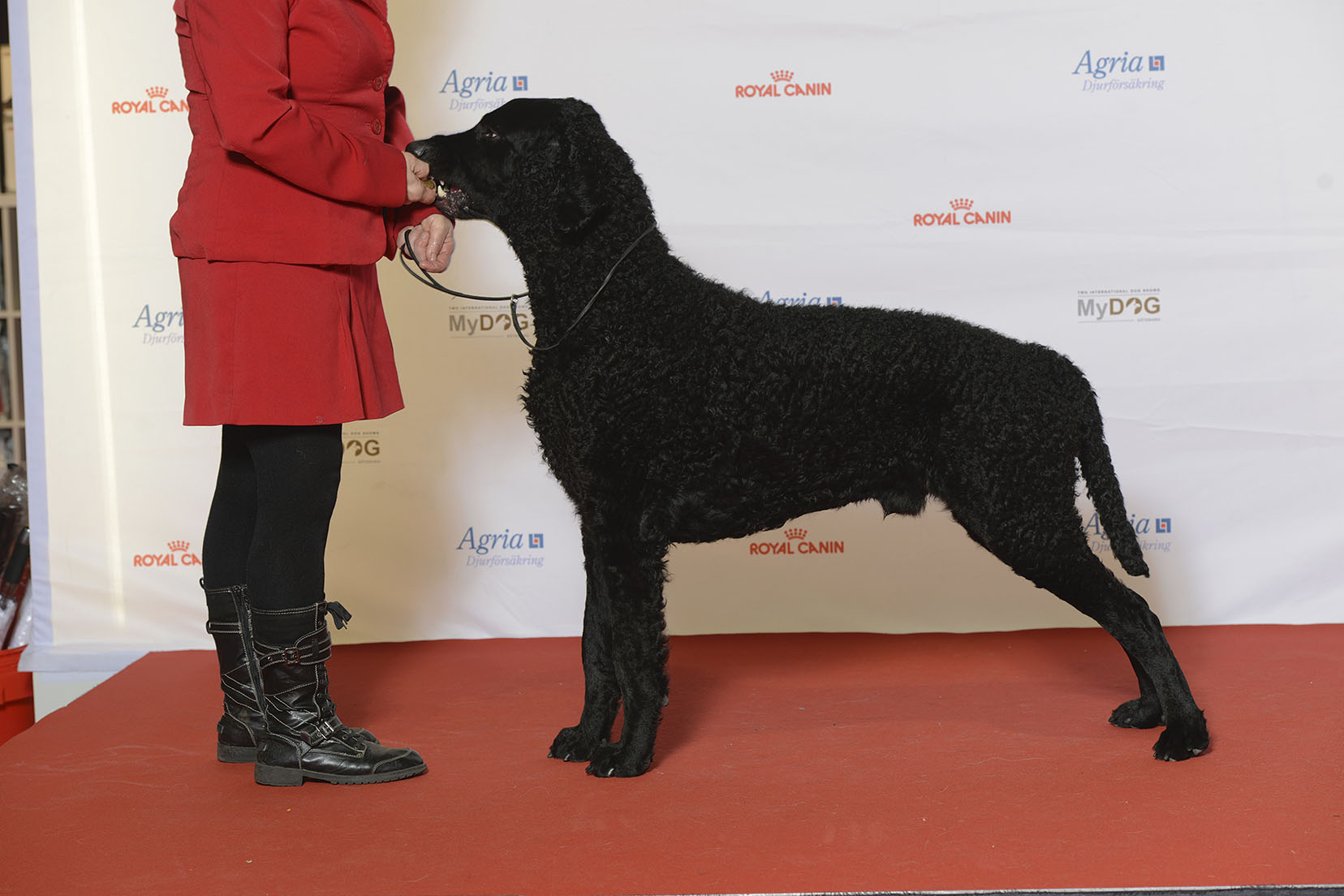
Curly coated retriever.

### Beschrijving
Het dekhaar bij deze honden is gekruld.

#### Verhaarsysteem
Deze honden met dit type vacht verharen slechts tweemaal per jaar door middel van blokverharing.

### Hondenrassen
- Chesapeake Bayretriever
- Curly coated retriever
- Kroatische herder
- Mudi
- Wetterhoun

## Vachtgroep 6: Kort tot middellang zijdehaar, gecombineerd met lang zijdehaar aan poten, oren, buik en broek (vlaggen en behang)

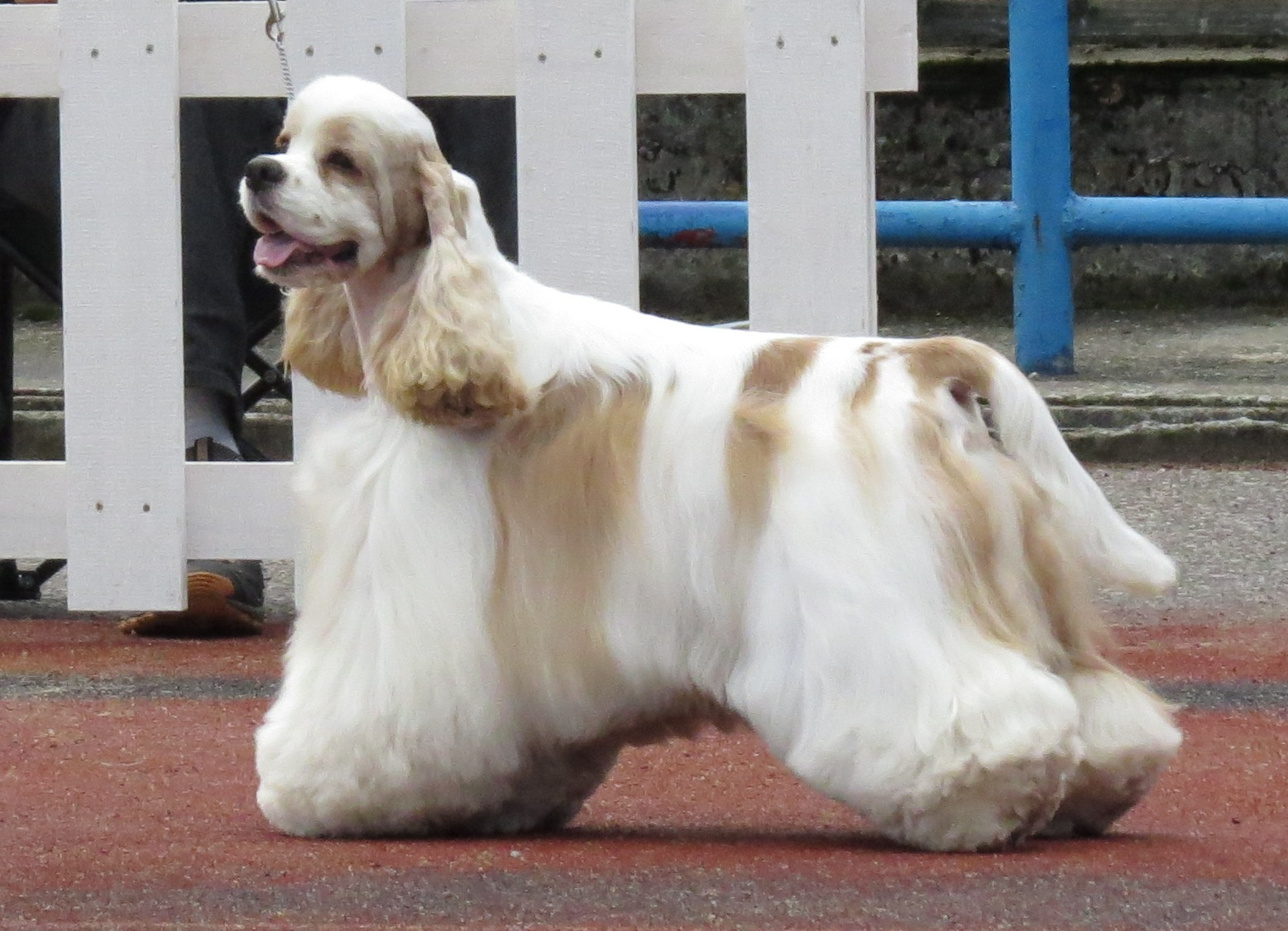
Amerikaanse cockerspaniël.

### Beschrijving
In deze groep is er onderling veel variatie wat de structuur van de vacht betreft. Het is niet duidelijk als één type vacht te omschrijven. Over het algemeen hebben deze honden een dubbele vacht die er schijnbaar uitziet als een enkele vacht. Dit komt omdat de onder-en bovenvacht sterk op elkaar gelijken, dit gecombineerd met een enkele vacht voor de bevedering.

#### Differentiatie
Sommige honden uit deze vachtgroep hebben een overgroeiende pluisvacht. Dit is meestal niet de oorspronkelijke, natuurlijke staat van de vacht en kan vele oorzaken hebben; verandering van de hormoonspiegel, castratie, sterilisatie en het scheren van de vacht.

#### Verhaarsysteem
De korte delen van de vacht verharen door middel van blokverharing, de langere vacht volgt een mozaïkpatroon.
- Afghaanse windhond
- Amerikaanse cockerspaniël
- Barzoi
- Cavalier-kingcharlesspaniël
- Chihuahua
- Clumberspaniël
- Drentsche Patrijshond
- Duitse Staande Hond (langhaar)
- Engelse cockerspaniël
- Engelse setter
- Engelse springerspaniël
- Epagnuel bleu de Picardie
- Epagneul de Pont-Audemer
- Epagneul français
- Epagneul nain continental
- Epagneul picard
- Fieldspaniël
- Gordon setter
- Grote münsterländer
- Ierse rood-witte Setter
- Ierse setter
- Japanse spaniël
- Kingcharlesspaniël
- Kwartelhond
- Nachtvlinderhondje
- Podenco Ibicenco
- Saluki
- Teckel
- Welshe springerspaniël

## Vachtgroep 7: Honden met zacht dekhaar en ondervacht. Gecombineerde vacht

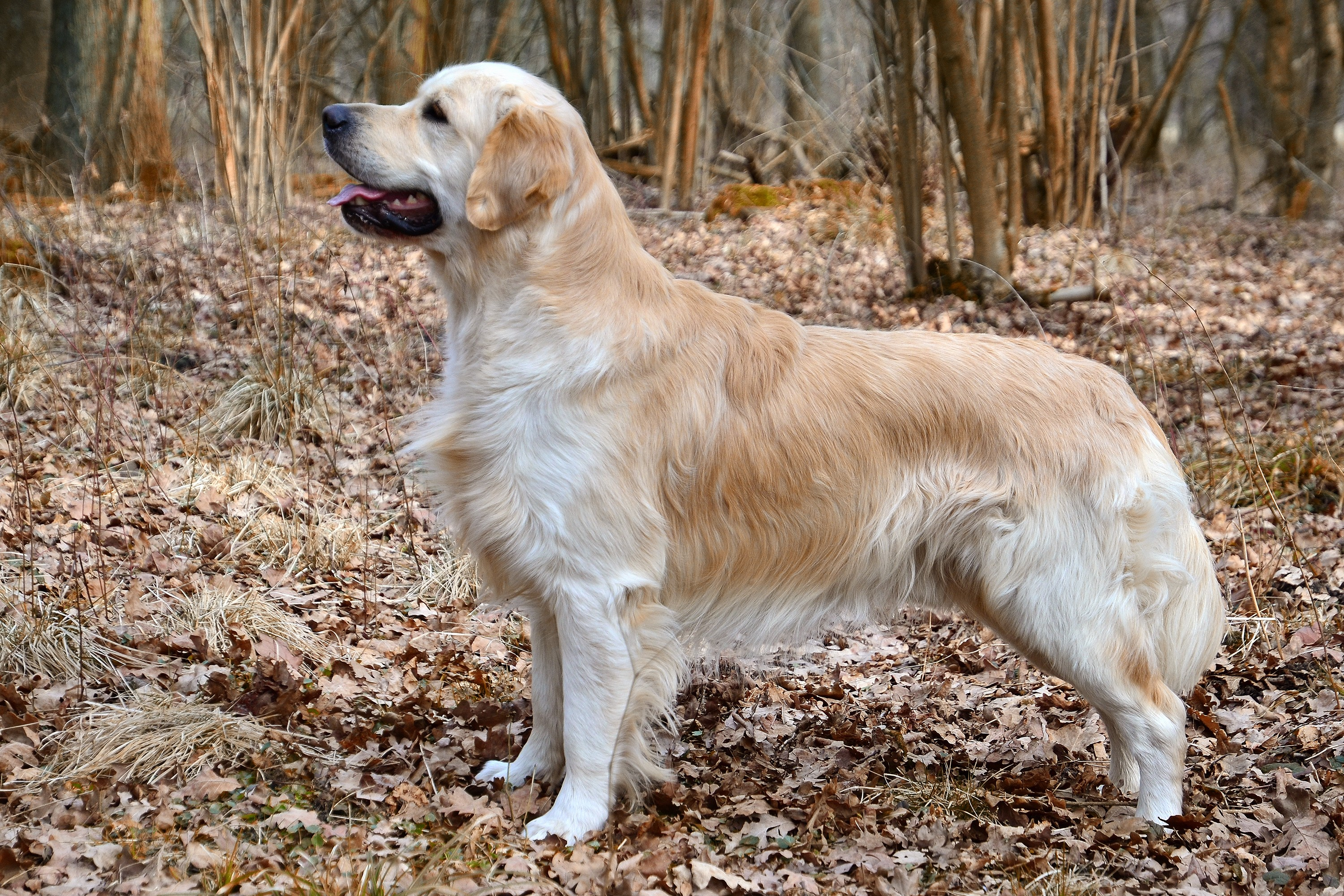
Golden Retriever.

### Beschrijving
De haarlengte van deze honden kan variëren van 2 mm tot 30 cm. De vacht is een combinatie van een lange, zijdezachte haren en een korte, gladde vacht. De haren op het hoofd en de voorzijde van de poten zijn kort en liggen dicht tegen het lichaam aan. De vacht op het lichaam is relatief kort en de benen, buiklijn, broek en staart hebben lange bevedering. De lange vacht van deze honden heeft de neiging om makkelijk te klitten wanneer deze niet regelmatig geborsteld wordt. Deze rassen kunnen zowel in warme als in koelere klimaten leven.

#### Verhaarsysteem
De korte delen van de vacht verharen door middel van blokverharing, de langere vacht volgt een mozaïkpatroon. Tijdens de verharing vormt het losse haar hoopjes, deze blijven gemakkelijk vasthangen aan meubilair en kleding.

### Hondenrassen
- Berghond van de Maremmen en de Abruzeen
- Berner Sennenhond
- Barzoi
- Clumberspaniël
- Duitse Staande Hond (langhaar)
- Epagneul Bleu de Picardie
- Epagneul Breton
- Epagneul Pont-Audemer
- Epagneul Français
- Epagneul Picard
- Flat Coated Retriever
- Golden Retriever
- Grote münsterländer
- Kaukasische owcharka
- Kooikerhondje
- Kuvazs
- Landseer ECT
- Leonberger
- Mastiff
- Newfoundlander
- Nova Scotia Duck Tolling Retriever
- Podenco Ibicenco
- Pyrenese Berghond
- Slowaakse Tchouvatch
- Stabij
- Tatrahond
- Tibetaanse Mastiff
- Tibetaanse Spaniël

## Vachtgroep 8: Ruwharige vachten (warhaar, ruighaar, stekelhaar of draadhaar)

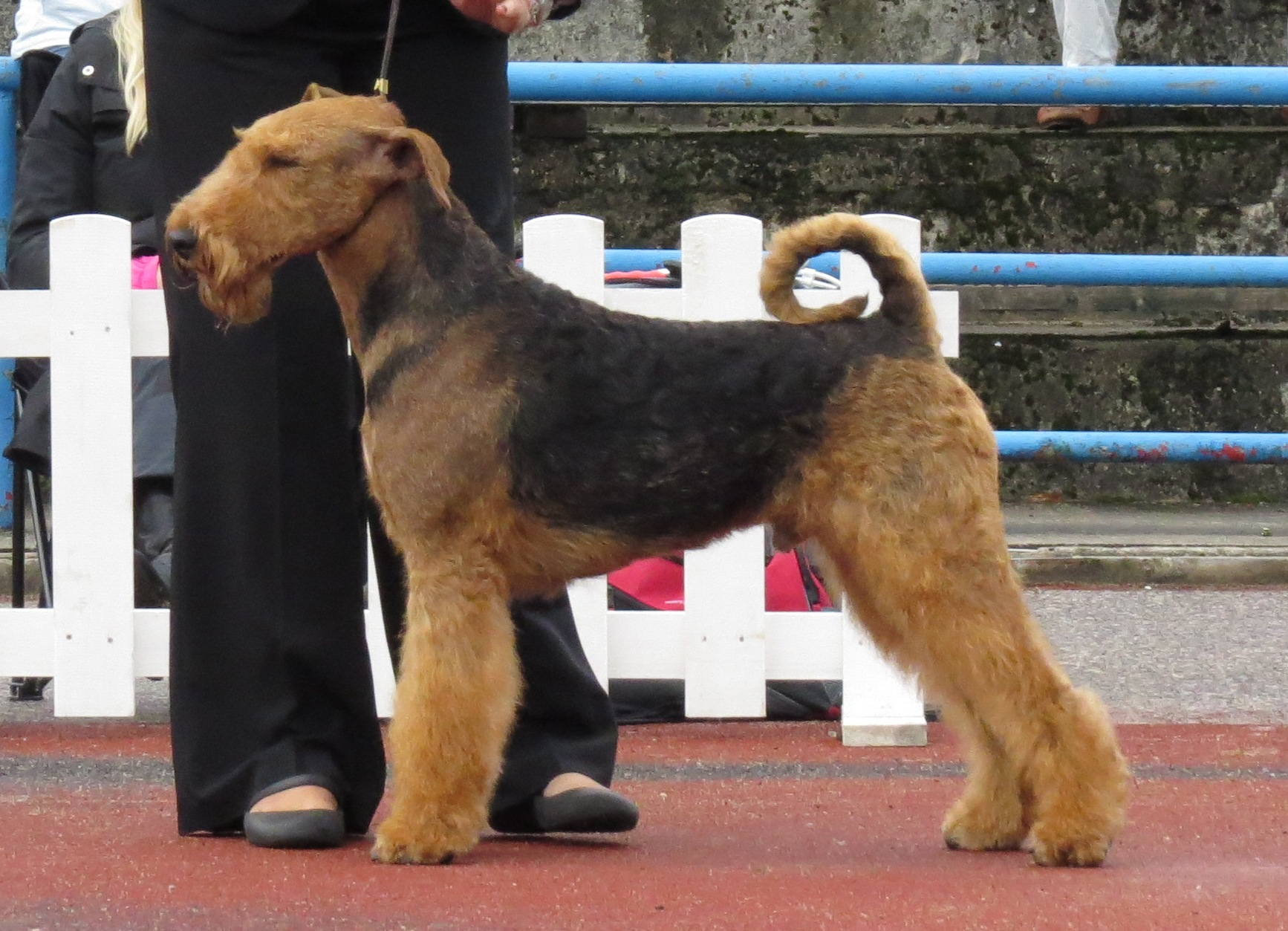
Airedale Terriër.

### Beschrijving
Er bestaan veel soorten ruwharige honden. Bij sommige rassen is het eerder golvend of krullend, bij andere is het recht en hard. De ruwharige vacht groeit over heel het lichaam, inclusief het hoofd, oren, poten en staart. Deze hondenrassen zijn bestand tegen de meeste weersomstandigheden en kunnen zowel in een warm klimaat als in een koud klimaat gedijen.

#### Differentiatie
Net zoals de honden in vachtgroep #6 kunnen ruwharige hondenrassen een pluizige vacht ontwikkelen. De voornaamste oorzaak hiervan is het scheren van de vacht of sterilisatie en castratie.

#### Verhaarsysteem
Deze honden met dit type vacht verharen slechts tweemaal per jaar door middel van blokverharing.

### Hondenrassen
- Affenpinscher
- Airedale Terriër
- Australische Terriër
- Basset Fauve de Bretagne
- Borderterriër
- Bouvier des Flandres
- Cairn Terriër
- Cesky Fousek
- Dandie Dinmont Terriër
- Duitse Jachtterriër
- Duitse staande hond (draadhaar)
- Duitse staande hond (stekelhaar)
- Foxterriër
- Grand Basset Griffon Vendéen
- Grand Griffon Vendéen
- Griffon belge
- Griffon Bleu de Gascogne
- Griffon bruxellois
- Griffon Fauve de Bretagne
- Griffon Korthals
- Griffon Nivernais
- Hollandse Herder
- Hollandse Smoushond
- Ierse Terriër
- Ierse Wolfshond
- Kromfohrländer
- Laekense Herder
- Lakeland Terriër
- Norfolk Terriër
- Norwich Terriër
- Otterhound
- Parson Russell Terriër
- Peintinger Brak
- Petit Basset Griffon Vendéen
- Picardische Herdershond
- Podenco Ibicenco
- Poedelpointer
- Schnauzer
- Schotse Terriër
- Sealyham Terriër
- Sussex Spaniël
- Tosa-inu
- Vizsla

## Vachtgroep 9: Echte langhaar met ondervacht (langharige ruwhaar)

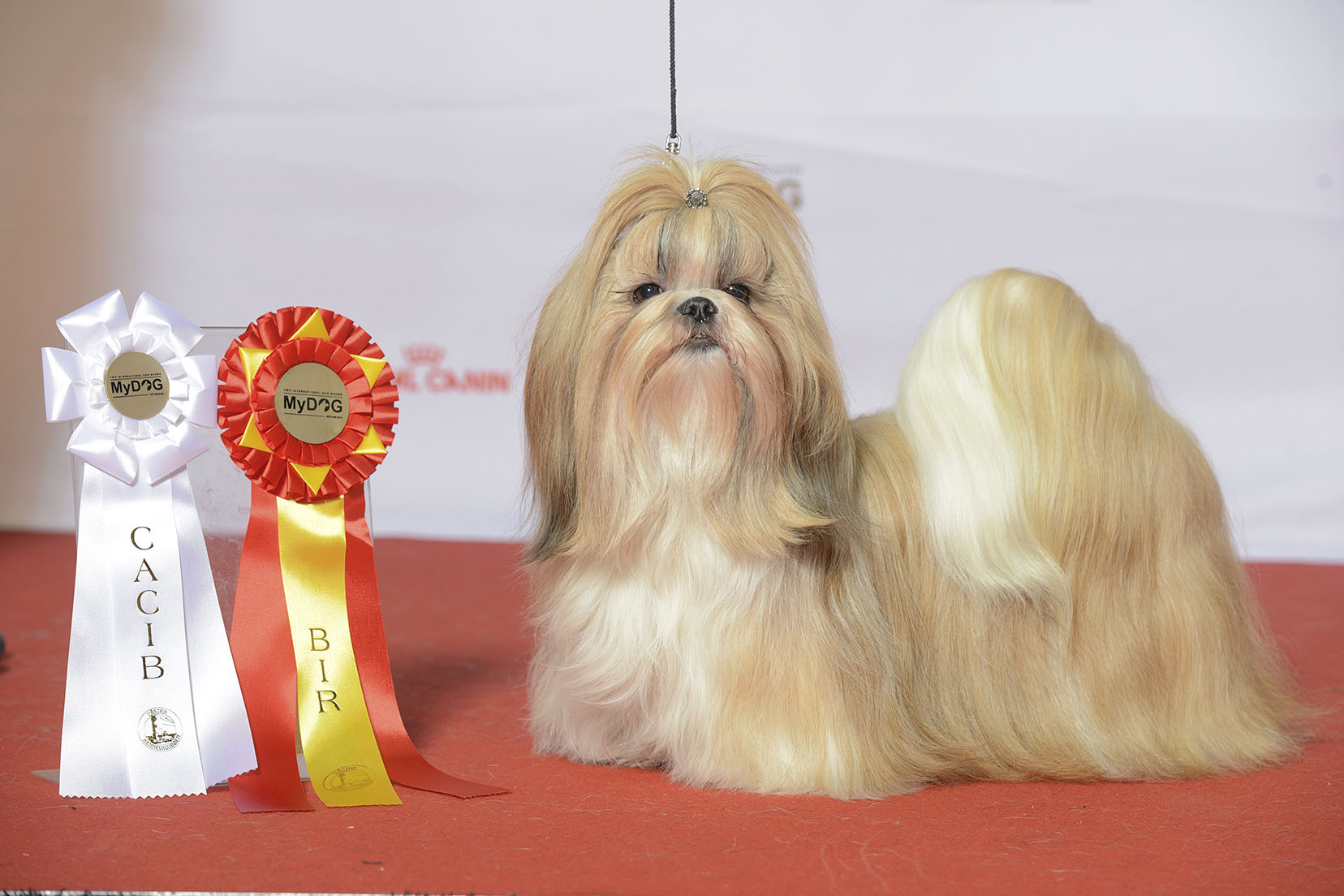
Shih Tzu.

### Beschrijving
Deze honden hebben in feite de langharige versie van de ruwhaar. Ze hebben een lange vacht over heel het lichaam en verharen niet. Rasstandaard worden deze honden gehouden met een natuurlijke lange vacht waar zelden aan geknipt wordt. Mensen die deze honden hebben als huisdier kiezen echter om hun vacht meestal kort te trimmen omdat dit minder werk vraagt. Net zoals bij vachtgroep #4 kan de huid van deze honden geïrriteerd of geïnfecteerd geraken door gebrek aan luchtcirculatie. Sommige van deze hondenrassen staan gekend om het hebben van oor-en oogproblemen ten gevolge van hun lange haren.

#### Verhaarsysteem
De bovenvacht heeft mozaïkverharing en de ondervacht blokverharing.

### Hondenrassen
- Bearded collie
- Briard
- Old English Sheepdog
- Polski owczarek nizinny
- Pyrenese herdershond
- Schapendoes
- Shih tzu
- Skye Terriër
- Tibetaanse Terriër
- Zuidrussische Owcharka

## Vachtgroep 10: Langhaar met zacht dekhaar en een (gelaagde) ondervacht

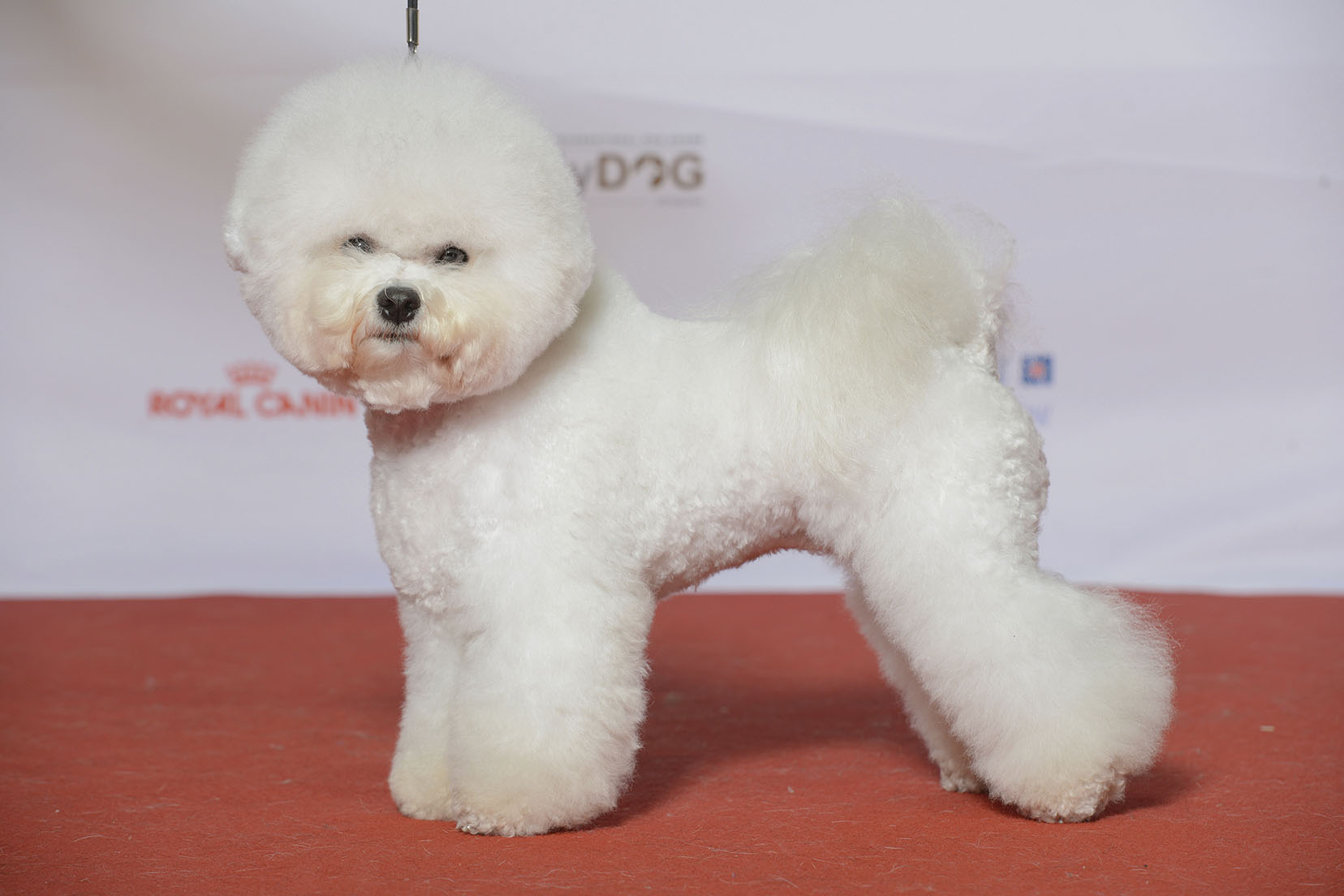
Bichon Frisé.

### Beschrijving
Deze honden hebben doorgroeiende dekharen in combinatie met een gelaagde ondervacht. De vacht kan zowel bestaan uit zachte krullen of lange golvende haren en vraagt veel aandacht tenzij de honden worden gehouden in een kortgeschoren vacht.

#### Verhaarsysteem
Normaal verharen deze rassen niet. Indien ze wel verharen doen ze dat door middel van mozaïkverharing.

### Hondenrassen
- Bichon Frisé
- Coton de Tuléar

## Vachtgroep 11: Langharen met een enkele vacht

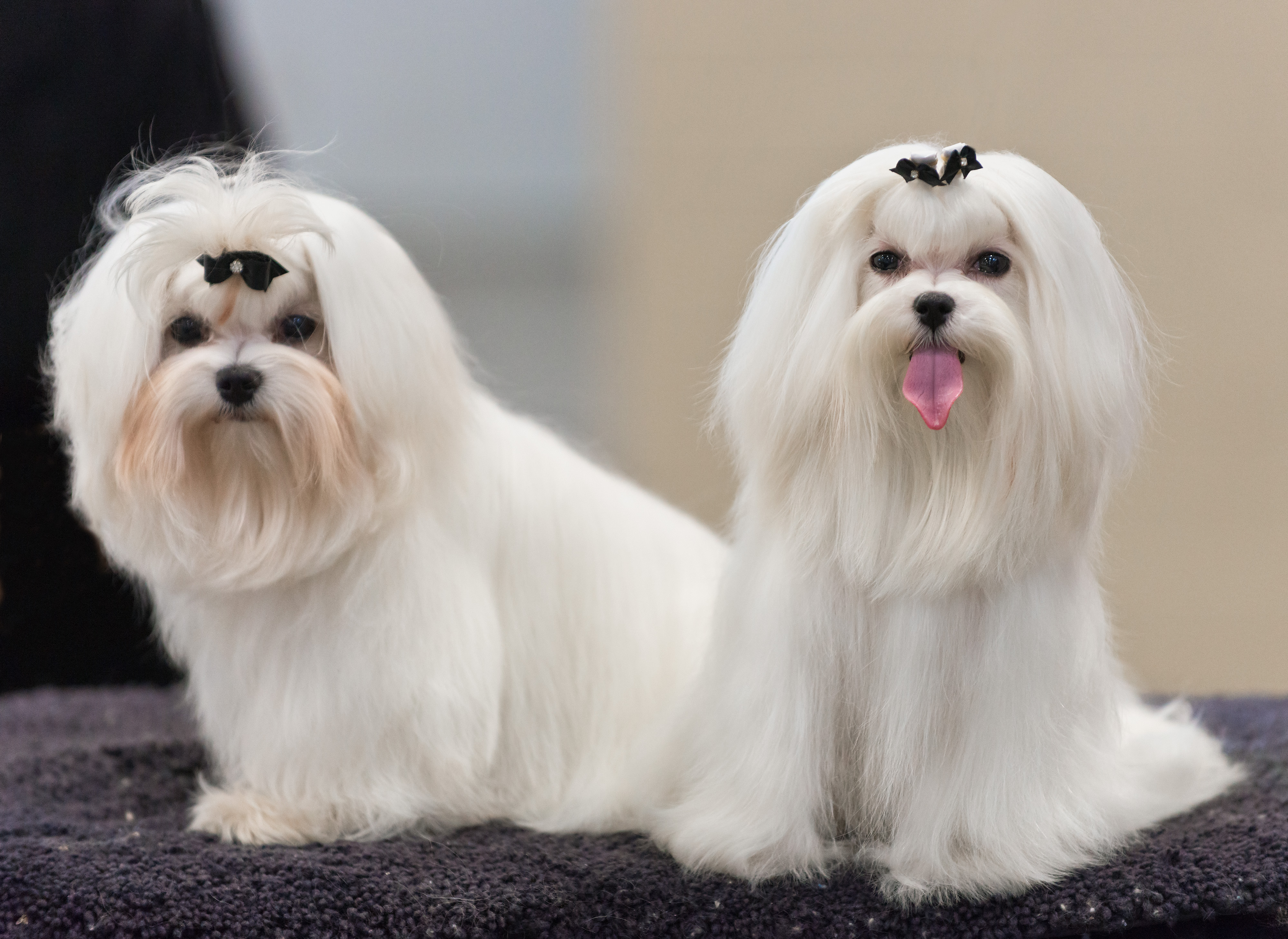
Maltezers.

### Beschrijving
Hondenrassen in deze groep hebben, naar verluidt, een enkele vacht. Er wordt vaak gedacht dat deze honden geen ondervacht hadden, maar dat bleek niet zo te zijn. Deze vacht bestaat wel uit een onder-en een bovenvacht maar deze haren zijn zodanig op elkaar gaan lijken dat er over één soort haar gesproken wordt.

#### Verhaarsysteem
Mozaïkverharing.
- Afghaanse Windhond

### 11A
- Biewerterriër
- Boheemse terriër
- Coton de Tuléar
- Havanezer
- Leeuwhondje
- Maltezer
- Silky Terriër
- Yorkshireterriër

### 11B
- Amerikaanse waterspaniël
- Barbet
- Bedlington Terriër
- Bolognezer
- Gos d'Atura
- Ierse Waterspaniël
- Irish soft-coated wheaten terriër
- Kerry Blue Terriër
- Poedel
- Pumi

## Vachtgroep 12: De viltvacht

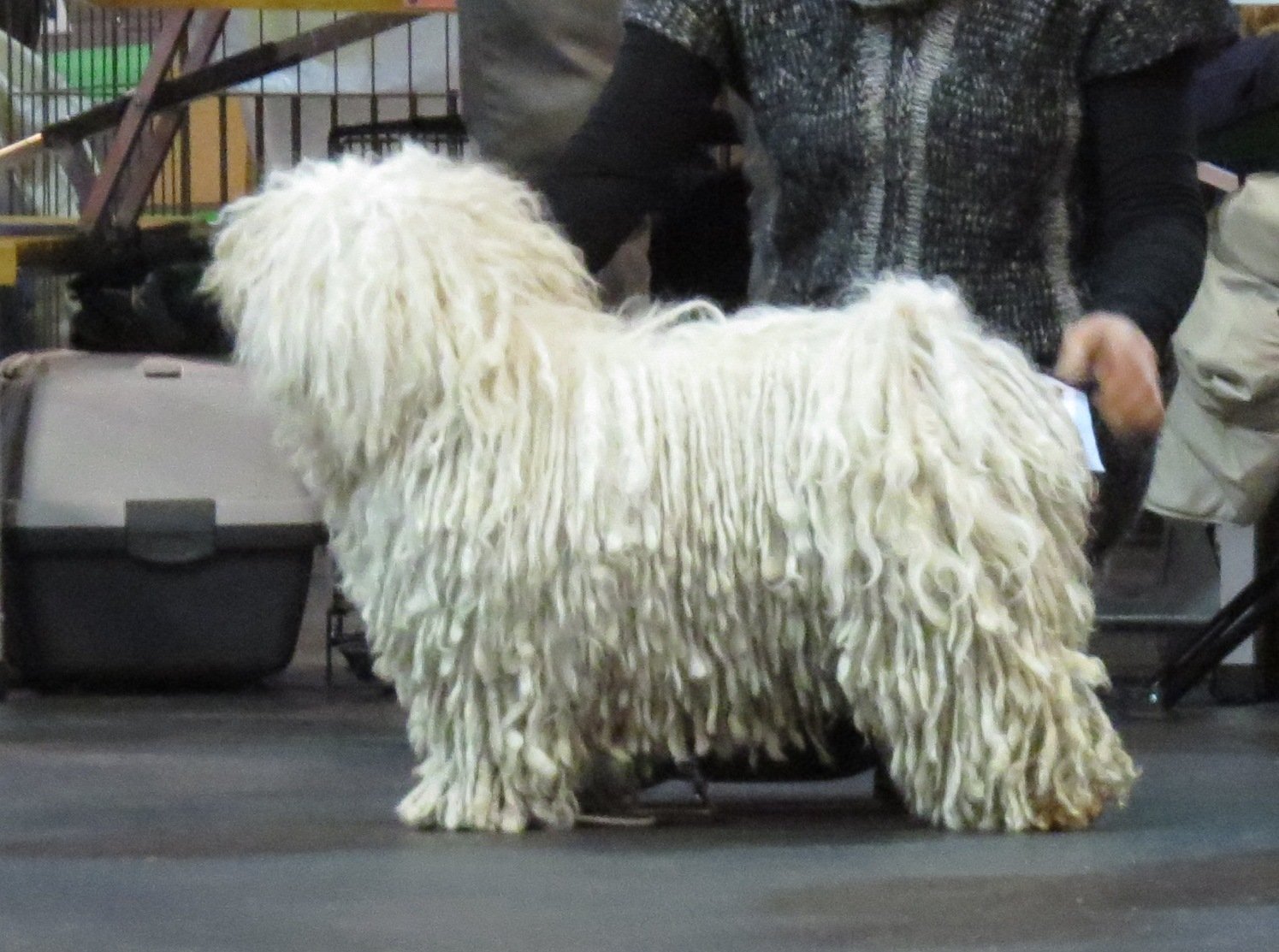
Puli.

### Beschrijving
Deze hondenrassen worden weleens al grappend "rastahonden" genoemd, omdat hun vacht bestaat uit dreadlocks.

#### Verhaarsysteem
De viltvacht verhaart niet.

### Hondenrassen
- Bergamasco
- Komondor
- Puli

## Vachtgroep 13: De naakthond

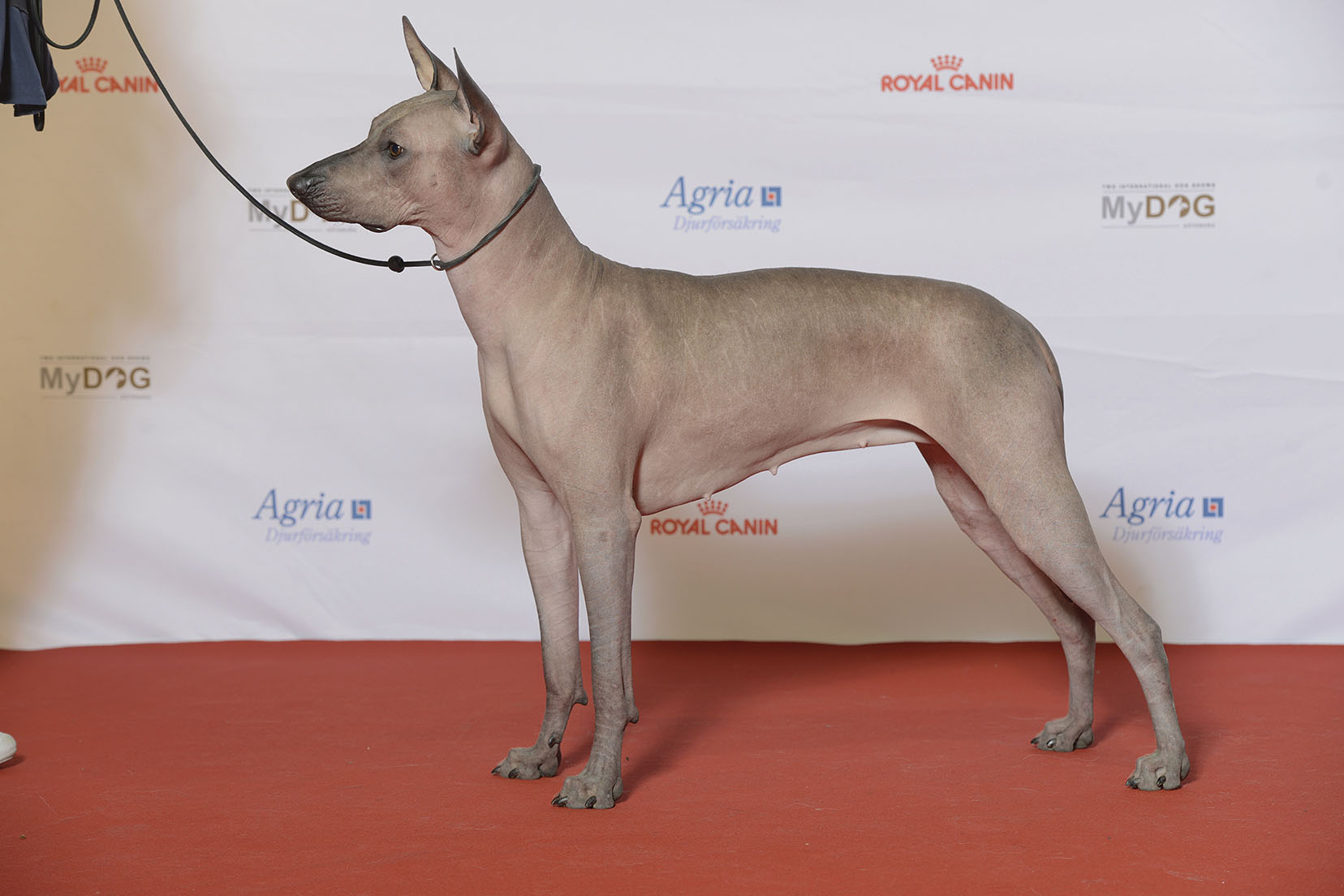
De Mexicaanse naakthond ook gekend als de Xoloitzquintle.

### Beschrijving
Niet alle naakthonden zijn volledig naakt. Sommige rassen, zoals de Chinese gekuifde naakthond, hebben haar op hun hoofd, poten en staart. Door het gebrek aan haar zijn deze honden niet geschikt om te leven in koude klimaten en zijn ze slecht bestand tegen gure weersomstandigheden. Bij slecht weer moeten deze rassen vaak een jas of een mantel aandoen en wanneer het warm en zonnig is worden ze best ingesmeerd met zonnebrandolie en in de schaduw gehouden. Als de hond al enige tijd niet gewassen is kan de huid vettig aanvoelen en net zoals bij mensen kan het zijn dat deze honden mee-eters in de huid hebben.

#### Verhaarsysteem
Naakthonden verharen niet.

### Hondenrassen
- Amerikaanse Naakthond
- Chinese gekuifde naakthond
- Mexicaanse naakthond
- Peruaanse Naakthond